# Lambert I av Monaco
Lambert I av Monaco, född 1420, död 1494, var en monark (herre) av Monaco från 1458 till 1494. 